# Ján Figeľ
Ján Figeľ (Čaklov, 20 januari 1960) is een Slowaaks politicus namens de Christendemocratische Beweging. Tussen 2004 en 2009 was hij Europees commissaris belast met Opleidingen, Training, Cultuur en Meertaligheid in de commissie-Barroso I.

## Politieke loopbaan
Na een wetenschappelijke carrière werd Figeľ in 1990 politiek actief toen hij zich aansloot bij de Christendemocratische Beweging (KDH). In 1992 werd hij voor het eerst verkozen in de Nationale Raad (het Slowaakse parlement). In 1998 verliet hij zijn parlementszetel toen hij werd benoemd tot staatssecretaris van Buitenlandse Zaken. In die hoedanigheid leidde hij namens Slowakije de toetredingsbesprekingen met de Europese Unie.
Van 2002 tot 2004 was hij opnieuw parlementslid om in 2004 een positie als Europees commissaris op te nemen. In de commissie-Prodi fungeerde hij van mei tot november 2004 als gastcommissaris voor Ondernemerschap en Informatiemaatschappij. Aansluitend werd hij in de commissie-Barroso I Eurocommissaris voor Opleidingen, Training en Cultuur. Tot 2007 behoorde Meertaligheid ook tot zijn bevoegdheid, daarna Jeugd.
Op 21 september 2009 trad Figeľ af als Eurocommissaris, nadat hij in eigen land was verkozen tot partijleider van de Christendemocratische Beweging. Van juli 2010 tot april 2012 was hij minister van Transport, Post en Telecommunicatie in de Slowaakse regering, onder het premierschap van Iveta Radičová. Nadat zijn partij bij de Slowaakse verkiezingen van 2016 al haar zetels verloor, trad hij af als leider van de KDH.
In mei 2016 werd Figeľ door Europees Commissievoorzitter Jean-Claude Juncker benoemd tot eerste godsdienstgezant, als reactie van de Unie op de gruwelen van Islamitische Staat. Hij vervulde deze functie tot december 2019 en werd in mei 2021 opgevolgd door oud-commissaris Christos Stylianides.
Joaquín Almunia · Catherine Ashton · José Manuel Barroso · Jacques Barrot · Joe Borg · Karel De Gucht · Stavros Dimas · Benita Ferrero-Waldner · Ján Figeľ · Franco Frattini · Mariann Fischer Boel · Dalia Grybauskaitė · Danuta Hübner · Siim Kallas · Meglena Koeneva · László Kovács · Neelie Kroes · Markos Kyprianou · Peter Mandelson · Charlie McCreevy · Louis Michel · Leonard Orban · Andris Piebalgs · Janez Potočnik · Viviane Reding · Olli Rehn · Paweł Samecki · 
Algirdas Šemeta · Vladimír Špidla · Antonio Tajani · Androulla Vassiliou · Günter Verheugen · Margot Wallström